# Acido valproico
Il valproato (commercializzato in Italia col nome di Depakin) è un farmaco utilizzato principalmente per trattare l'epilessia e il disturbo bipolare. Viene spesso usato come anticonvulsivante, in quanto fa parte di una serie di acidi carbossilici con attività anticonvulsivante, ma è usato anche come stabilizzante dell'umore. Ha una catena di 8 atomi di carbonio. È poco solubile in acqua, mentre è completamente solubile in acetone, cloroformio ed etere.
Esiste come acido valproico (completamente ionizzato al pH corporeo), come valproato di sodio e come valproato di magnesio, a seconda della via di somministrazione.
In Francia venne autorizzata la vendita nel 1969, negli Stati Uniti solo nel 1978. La forma attiva di questo farmaco è lo ione valproato.

## Meccanismo di azione
Sperimentalmente si è visto come l'acido valproico sia in grado di bloccare sia le convulsioni indotte tramite elettroshock massimale e pentetrazolo, sia la scarica parossistica di elevata frequenza in neuroni posti in coltura (l'azione del farmaco nelle epilessie parziali è parzialmente giustificata da questo fenomeno a carico delle correnti Na+).
È stato descritto un effetto del farmaco nel facilitare l'azione della glutammato decarbossilasi (GAD, per la sintesi del GABA). Più recentemente si sono avute evidenze di un effetto inibitorio del valproato su un trasportatore del GABA detto GAT-1 (contribuirebbe all'effetto antiepilettico).
A concentrazioni molto alte aumenta la conduttanza di membrana al potassio. Questi effetti hanno portato a pensare che il farmaco agisca attraverso un'azione diretta sui canali di membrana per il potassio.
È suggerito un meccanismo minore basato sull'epigenetica, in particolare sull'inibizione delle istone deacetilasi.

## Uso clinico
Il valproato è molto efficace nella cura dell'epilessia per il contenimento delle crisi d'assenza (è preferito il valproato rispetto all'etosuccimide se il paziente ha anche crisi tonico-cloniche generalizzate). Può anche controllare molte crisi tonico-cloniche. È efficace nelle crisi tonico-cloniche generalizzate che sono primariamente generalizzate.
Agendo sui canali del calcio e del sodio, porta a una diminuita liberazione di glutammato. Diminuendo inoltre la degradazione del GABA attraverso una sua azione competitiva sulla GABA-transaminasi, aumenta i livelli di questo neurotrasmettitore inibitorio. Ne risulta un'aumentata sedazione e una diminuita eccitazione neuronale.
Da qualche anno è disponibile un derivato coniugato con la fosfatidilcolina o lecitina, sulla posizione molecolare sn-2 del lipide. L'idrolisi di questo profarmaco avviene per opera dell'enzima cellulare fosfolipasi A2 e selettivamente solo a livello delle aree epilettogene, dove l'attività di questo enzima è aumentata rispetto ai neuroni normali. Non è ancora entrato in sperimentazione clinica.
Altri impieghi del valproato includono la profilassi dell'emicrania e la terapia dei disturbi bipolari.

## Progressi clinici
Vi sono poi delle nuove frontiere che da alcuni anni si sono aperte riguardo all'uso dell'acido valproico (VPA) in certe patologie su base genetica. Tutto è cominciato alla fine del 2001, quando un gruppo di ricercatori ha scoperto che il VPA può inibire l'azione di certi enzimi nucleari chiamati istone deacetilasi (HDACs). Questi enzimi zinco-dipendenti rimuovono dagli istoni i gruppi acetilici aggiunti da un'altra classe di enzimi, le istone acetiltrasferasi (HATs). Mentre l'azione delle HATs è quella di attivare l'espressione genica, quella delle HDACs è di concluderla. Bloccando le HDACs, si permette a uno o più geni di continuare a esprimersi, o permettere l'espressione di geni che normalmente non dovrebbero appartenere a una determinata risposta biochimica.
Ad esempio, nella atrofia muscolare spinale (SMA), patologia neurodegenerativa di cui esistono varie forme, vi è una mutazione di un gene chiamato SMN1 che serve al metabolismo degli acidi ribonucleici neuronali. Del gene SMN1 esiste però un omologo (SMN2) che non è mutato in questa malattia e che normalmente non viene espresso. Il trattamento cronico a basso regime con VPA, sia di animali da esperimento ma anche di soggetti umani affetti dalle diverse varianti della patologia, ha evidenziato che questo farmaco può riesumare l'espressione dell'omologo SMN2 e tamponare alcune delle manifestazioni cliniche della malattia. Esistono, infatti, già dei trial clinici su coorti di pazienti in vari istituti internazionali e i dati preliminari sembrano essere incoraggianti. La SMA è l'unica patologia genetica umana per la quale esiste il maggior numero di evidenze sperimentali di risposte al VPA. Altre sperimentazioni, sia a livello di laboratorio sia su soggetti umani sono state intraprese anche per altre malattie neurodegenerative su base genetica come la corea di Huntington, la malattia di Alzheimer, la sclerosi laterale amiotrofica (SLA) e una forma di autismo genetico chiamata sindrome di Rett.

## Farmacocinetica
A seguito di somministrazione orale l'acido valproico e il suo sale sodico vengono assorbiti rapidamente e pressoché completamente nel tratto gastrointestinale. La biotrasformazione implica la glucuronidazione e la β (beta), ω (omega) e ω-1 (omega-1) ossidazione. Circa il 20% della dose somministrata viene recuperata nelle urine come estere dell'acido glucuronico dopo escrezione renale. Esistono più di 20 metaboliti; quelli risultanti dall'omega-ossidazione sono considerati epatotossici. Meno del 5% della dose di acido valproico viene recuperata nelle urine in forma immodificata. Il maggiore metabolita è l'acido 3-cheto-valproico, rilevabile nelle urine in una percentuale tra il 3 e 60%. Questo metabolita ha effetti anticonvulsivanti nel topo, ma questi effetti non sono stati confermati nell'uomo.

## Interazioni con altri farmaci
Sono state verificate interazioni con l'aspirina. Inoltre questo farmaco, rispetto taluni altri anti-epilettici, non inibisce l'effetto della pillola anticoncezionale. Può aumentare i livelli plasmatici di benzodiazepine e barbiturici.

## Tossicità ed effetti collaterali
Questo acido diventa tossico dopo una dose pari 1,8 g al giorno e quando nel sangue si hanno più di 0,1 g/L. Si ricade nell'intossicazione acuta, con possibile stato di incoscienza, con l'ingerimento di 0,2 g/kg di acido.
Tra gli effetti collaterali abbiamo: aumento del peso, diarrea, epatopatia (la quale può anche sfociare in epatite fulminante), dispepsia e nausea, ipertensione, sedazione, tremori e caduta dei capelli. Il sodio valproato può provocare gengivite ipertrofica.
Disturbi del sistema nervoso: tremori, perdita di memoria a breve termine, disturbi cognitivi.
Disturbi psichiatrici: stato confusionale, allucinazioni, aggressività, disturbi dell'attenzione, irritabilità, iperattività e confusione, difficoltà di calcolo, sviluppa pensieri autolesivi o di suicidio.
Disturbi alla vista: si registrano casi in cui si percepiscono gli oggetti circostanti privi di pianta stabile (oscillare).
I suoi effetti collaterali possono persistere anche oltre i due anni a seguire la sua sospensione.
È teratogeno in gravidanza (può determinare spina bifida).
In seguito a un'assunzione cronica, vanno annoverate alterazioni della coagulazione del sangue dovute sia a un'alterazione della produzione delle proteine della cascata della coagulazione conseguente all'epatopatia, sia a un'azione diretta dovuta all'inibizione dell'aggregazione piastrinica.